# 小行星7187
小行星7187（英語：7187 Isobe）是一颗围绕太阳公转的小行星。1992年1月30日，埃莉諾·赫琳在帕洛马山发现了此天体。
这颗小行星的绝对星等为86.40745等。